# Battista (Disney)
Battista (noto inizialmente anche come Firmino nelle prime edizioni italiane; Albert Quackmore o Baptist nella versione inglese) è un personaggio immaginario della Disney, un cane antropomorfo, ultimo rappresentante di una lunga serie di maggiordomi che hanno lavorato alle dipendenze di Paperon de Paperoni.

## Evoluzione del personaggio
La prima versione del maggiordomo di Paperone venne ideata da Carl Barks per le storie ambientate nella villa di Paperone, ovvero le prime del personaggio, in cui Paperone era ancora abbastanza spendaccione e circondato da lussi e sfarzo; in questa versione il suo nome, originariamente Edgerton, fu dapprima tradotto in Italia soprattutto come Firmino. Era caratterizzato graficamente come un cane antropomorfo anziano, vestito come un tipico maggiordomo inglese, che svolge le proprie mansioni con un certo distacco; una gag ricorrente era quella del secchio di monete che egli versava sulla testa di Paperone a mo' di doccia. 
Questa figura, a volte anche chiamata già "Battista" nelle traduzioni italiane a cura di Guido Martina, era collegata alla villa e, nelle storie italiane, al palazzo di Paperone, il luogo più utilizzato in tali storie ancora per tutti gli anni sessanta, quando negli Stati Uniti Barks aveva invece già introdotto il deposito del denaro, e aveva eliminato il personaggio del maggiordomo -un po' fuori posto in seno al rigido regime di economia dell'anziano papero-. Tra gli autori italiani che lo utilizzarono maggiormente, chiamandolo anche Alberto per un periodo, ci furono Luciano Bottaro e Romano Scarpa. Sarà poi un allievo di quest'ultimo, Rodolfo Cimino, a "reinventare" il personaggio con quella che diverrà la versione definitiva: Cimino introdusse una nuova versione del maggiordomo nella storia Zio Paperone e l'angolare di sicurezza (disegnata da Massimo De Vita, Almanacco Topolino n. 125 del 1º maggio 1967); questo Battista, che per molti anni avrà una fisionomia assolutamente variabile in base al disegnatore di turno, si distingue per la prima volta dagli anonimi predecessori per la personalità più bonaria e per l'empatia mostrata verso il principale.
Inizialmente il personaggio è sempre pelato, ma progressivamente ne vengono infoltiti i capelli dietro le orecchie e il naso si allunga. Sempre perfettamente in ordine e con l'impeccabilità dei maggiordomi britannici, Battista è anche l'addetto al tè (spesso e volentieri, infatti, viene coinvolto nelle imprese di Paperone portandosi dietro un carrello con tutto l'occorrente per la preparazione della bevanda), possibilmente utilizzando per svariate volte la stessa bustina; è tuttavia gravato di praticamente tutte le occupazioni relative alla gestione del deposito (ormai adottato anche nei fumetti italiani negli anni '70), dalle pulizie alla cucina. La sua fisionomia definitiva viene caratterizzata, comunque, da un altro allievo di Scarpa, Giorgio Cavazzano, che allunga i pochi capelli del maggiordomo (vedi, ad esempio, Zio Paperone e il ricupero... armato, su Topolino n. 904). Proprio questo artista lo disegnerà nel suo primo ruolo di spessore, nella storia Zio Paperone e il maggiordomo gentiluomo (Giorgio Pezzin/Cavazzano) del 1979.
Più recentemente è stato protagonista di alcune storie e non più semplice comprimario di Paperone. In una storia del 2000 ne viene narrata l'assunzione come maggiordomo, in questo caso dopo che il pestifero nipote Paperino, ancora bambino, fece scappare via tutti gli altri aspiranti. In un'altra storia invece, Battista rivela di essere stato assunto dopo essere stato messo alla prova come cuoco, riuscendo nell'impresa di preparare un sontuoso pranzetto con la scarsa dispensa a disposizione.
In una storia viene narrato che Battista ha un fratello gemello che fa l'astronauta. In un'altra storia si scopre che ha un cugino di nome Vincenzo, rimasto stupito dalla vita austera che si conduce al Deposito (che lui credeva completamente automatizzato), e una zia napoletana di nome Evarista. Battista, più volte, ha affermato di essere sottopagato, o persino di non essere pagato affatto; una sola volta, dopo essere stato alle dipendenze di Amelia in Zio Paperone e la meravigliosa ciabatta ha chiesto a Paperone di mantenere, dopo il ritorno alle sue dipendenze, l'aumento di stipendio.
Nella storia Paperino e la clava di Ercolino Battista afferma di avere lontane origini greche.
Nella storia Blue Peaks Valley - un commerciante Battista è figlio di Abraham, allora proprietario dell'emporio 'Chicken Bill' e rivale in affari di Paperon de' Paperoni. A seguito di una rocambolesca vicenda, Abraham - in debito verso Paperone per avergli salvato la vita - si rivolge al piccolo Battista ancora bambino augurandosi che un giorno questi possa dimostrargli la stessa riconoscenza che la sua famiglia ha verso di lui.

## Altre versioni
- Archie (Duckworth) è il maggiordomo di Paperone nelle serie animate DuckTales - Avventure di paperi (1987-1990) e DuckTales (2017-2021), e nel film d'animazione Zio Paperone alla ricerca della lampada perduta (1990). Parla con accento inglese e ha il comportamento di un perfetto maggiordomo inglese, sopportando la taccagneria del suo padrone. Fisicamente è più grassoccio di Battista e ha i capelli bianchi e ricci come i suoi, ma meno folti, essendo ispirato piuttosto all'originario maggiordomo di Barks.